# Giovannino Guareschi

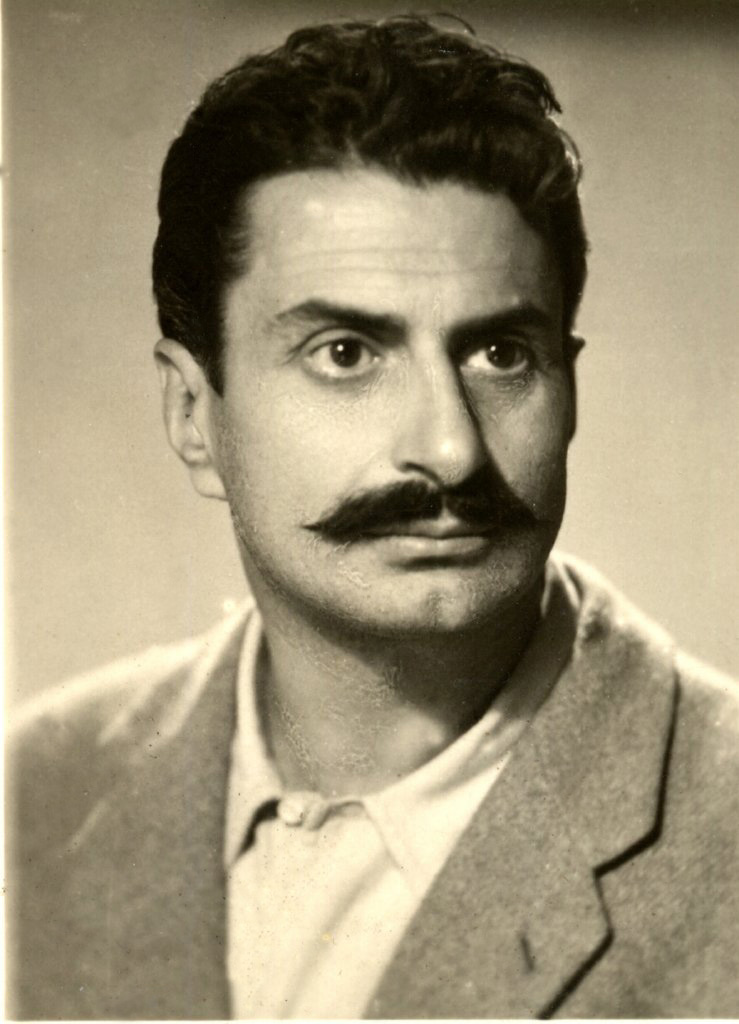
Giovannino Guareschi (1945)

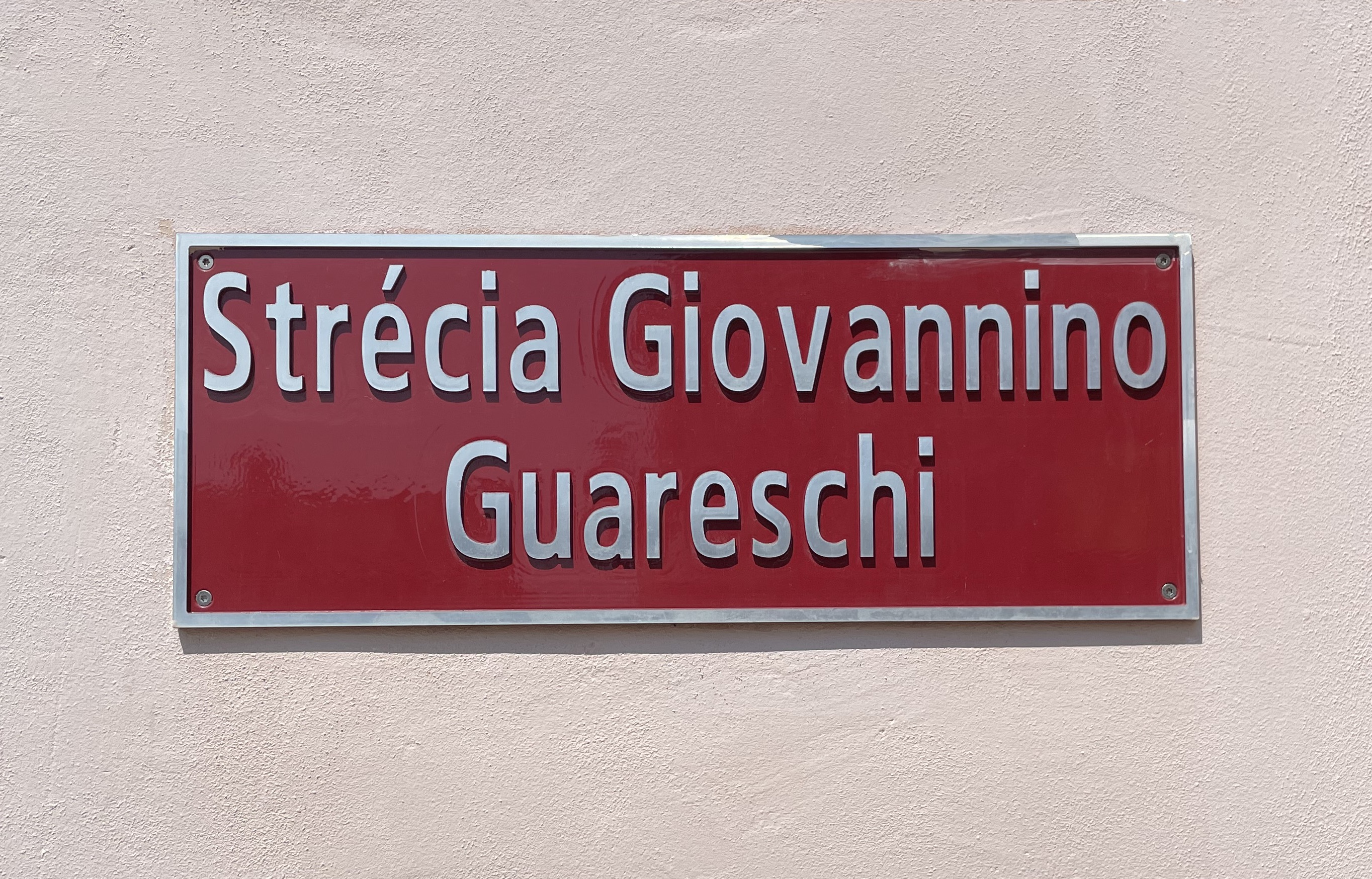
Nach Guareschi ist in Cademario eine Gasse benannt.

Giovannino Oliviero Giuseppe Guareschi [ɡwaˈrɛski] (als Publizist auch Giovanni Guareschi, * 1. Mai 1908 in Fontanelle di Roccabianca, Emilia-Romagna; † 22. Juli 1968 in Cervia, ebenda) war ein italienischer Journalist, Karikaturist und humoristischer Schriftsteller. Bekannt wurde er vor allem durch seine Erzählungen um Don Camillo und Peppone und deren Verfilmungen. Zu seiner Zeit war er einer der meistgelesenen italienischen Autoren weltweit.

## Leben
Der Vater des Schriftstellers war der Kaufmann Primo Augusto Guareschi, seine Mutter die Grundschullehrerin Lina Maghenzani. In den Eltern spiegelt sich bereits der Antagonismus von Don Camillo und Peppone wider, der später populärsten Helden im Werk ihres Sohnes: Während der Vater mit sozialistischen Gewerkschaftern verkehrte, war die Mutter eine gläubige Katholikin und glühende Monarchistin. 
Im Jahr 1914 zog die Familie von Roccabianca nach Parma, wo Giovannino zunächst die Grundschule und von 1920 bis 1925 das weiterführende Collegio Maria Luigia besuchte. In diesem Konvikt sammelte er als Autor einer Schülerzeitung erste Erfahrungen im journalistischen Schreiben. Da das Geschäft seines Vaters 1925 in Konkurs ging, konnte sich die Familie das Internat für Giovannino nicht mehr leisten. Er besuchte das Gymnasium weiter als Externer und legte im Juli 1928 das Abitur ab. Anschließend schrieb er sich für ein Jurastudium an der Universität Parma ein. 
Noch während des Studiums begann Guareschi für Lokalzeitungen zu schreiben. 1929 wurde er Redakteur der Satirezeitschrift Corriere Emiliano. Deren Redaktion gab ihm 1931 einen unbefristeten Vertrag als Redaktionsassistent.  In kurzer Zeit stieg er zum Reporter, dann zum Chefreporter auf. Er schrieb Artikel, Kurzgeschichten und Kolumnen und fertigte Zeichnungen, auch politische Karikaturen, an.
Mitte der 1930er Jahre leistete Guareschi seinen Militärdienst ab. Von 1936 bis 1943 war er Chefredakteur des Bertoldo (einer humoristischen Wochenzeitung) in Mailand. 1941 erschien als seine erste Buchveröffentlichung eine Anthologie seiner Artikel, in denen er seine Erfahrungen in Mailand, seine Heirat und die Geburt seines ersten Kindes verarbeitet hatte (La coperta di Milano). 1942 folgte sein Roman Il destino si chiama Clotilde (deutsch: Das Schicksal heißt Clotilde).
Im Oktober 1942 äußerte sich Guareschi in betrunkenem Zustand öffentlich abfällig über das faschistische Regime. Nach Intervention seines Verlegers wurde er als Leutnant der Reserve zur Armee eingezogen und einem Artilleriebataillon in Alessandria zugeteilt. Nach dem Waffenstillstand von Cassibile (1943) weigerte er sich, für die neu gegründete faschistische – und jetzt gänzlich von den Deutschen kontrollierte – Italienische Sozialrepublik zu kämpfen. Darum saß er bis Kriegsende als Italienischer Militärinternierter in verschiedenen deutschen Kriegsgefangenenlagern: in Tschenstochau und Beniaminów im besetzten Polen sowie in Wietzendorf und Sandbostel in Deutschland. Seine Erlebnisse schilderte er in Diario clandestino 1943–1945 (Geheimes Tagebuch, 1946).
Guareschi gründete 1945 in Mailand die satirische Wochenzeitschrift Candido, die er bis 1957 leitete. Im Candido erschienen die ersten Geschichten über Don Camillo und Peppone. Dank seines Verlegers Rizzoli, der 1948 eine Sammlung dieser Geschichten herausbrachte, wurden die in Italien bereits populären Figuren zum Welterfolg.
Eine Karikatur brachte Guareschi 1951 in zweiter Instanz eine Gefängnisstrafe von acht Monaten auf Bewährung wegen Beleidigung von Staatspräsident Luigi Einaudi ein. Im Januar 1954 veröffentlichte er zwei faksimilierte Briefe Alcide De Gasperis, bei denen es sich möglicherweise um Fälschungen handelte. Er wurde wieder wegen Beleidigung verurteilt und entschied sich, nicht in Berufung zu gehen. Stattdessen verbüßte er 409 Tage im Gefängnis und stand weitere sechs Monate unter Hausarrest.
Als die ersten Pläne zu einer Verfilmung seiner Figuren an ihn herangetragen wurden, behielt sich Guareschi das Placet bei der Rollenbesetzung seiner Hauptfiguren vor. Fernandel war für ihn schnell die Idealbesetzung des Don Camillo, doch einige der Vorschläge für den Genossen Peppone gefielen ihm anfangs überhaupt nicht. Daher dachte er kurzfristig daran, die Rolle selbst zu übernehmen, befand jedoch später, dass Gino Cervi kaum zu übertreffen gewesen wäre.
Guareschi war bereits 1949 als Drehbuchautor in Erscheinung getreten; auch 1963 war er neben den Don-Camillo-Filmen auf diesem Gebiet nochmals tätig. 1963 inszenierte er den zweiten Teil von La Rabbia, einen Dokumentarfilm.
Giovanni Guareschi verbrachte seine letzten Jahre in Cademario und starb am 22. Juli 1968 in Cervia an einem Herzinfarkt. Er wurde auf dem Friedhof San Michele seines Wohnortes Le Roncole beigesetzt.

## Werke (Auswahl)
- Das Schicksal heißt Clotilde (1942)
- Don Camillo und Peppone (1948), italienisch: Mondo Piccolo „Don Camillo“
- Enthüllungen eines Familienvaters (1952)
- Don Camillo und seine Herde (1953)
- Carlotta und die Liebe, oder Die Schule des Gatten (1953), italienisch: Il marito in collegio
- Bleib in deinem D-Zug (1954)
- Genosse Don Camillo (1963), italienisch: Mondo piccolo – il compagno Don Camillo
- ... und da sagte Don Camillo ... Neue Geschichten um Don Camillo & Peppone, ital.: Gente cosí / Mondo piccolo
- Mein häuslicher Zirkus (1968)
- Don Camillo und die Rothaarige (postum hrsg. 1969)
- Candido und seine Freunde (karikaturistisches Bilderbuch)